# Steve Jones
Steve Jones (født 3. september 1955) er en engelsk guitarist bedst kendt fra punk/rock-bandet Sex Pistols.

## Solodiskografi
- Mercy (MCA, 1987)
- Fire and Gasoline (MCA, 1989)